# الیزابت آرنوا
الیزابت آرنوا (انگلیسی: Elisabeth Harnois؛ زادۀ ۲۶ مۀ ۱۹۷۹) بازیگر آمریکایی است. او فعالیت حرفه‌ای خود را به عنوان بازیگر کودک آغاز کرد و در چندین نقش سینمایی و تلویزیونی ظاهر شد.

## فیلم‌شناسی

### فیلم
| سال  | عنوان                     | نقش            | توضیحات |
| ---- | ------------------------- | -------------- | ------- |
| ۱۹۸۵ | یک کریسمس جادویی          | ابی گرینگر     |         |
| ۱۹۸۶ | بچه‌ها کجا هستند؟          | میسی الدریج    |         |
| ۲۰۰۳ | شنا برخلاف جریان          | جولی           |         |
| ۲۰۰۵ | غریبه‌ها با آبنبات         | مونیکا         |         |
| ۲۰۰۵ | ترغیب زیبا                | بریتنی         |         |
| ۲۰۰۷ | قهرمان ده‌اینچی            | پیپر           |         |
| ۲۰۰۷ | انقلاب                    | مگان / سوفی    |         |
| ۲۰۰۸ | کیث                       | ناتالی اندرسون |         |
| ۲۰۰۸ | نظریه آشوب                | جسی آلن        |         |
| ۲۰۰۹ | یک مرد مجرد               | زن جوان        |         |
| ۲۰۱۱ | مریخ به مامان‌ها نیاز دارد | کی             |         |
| ۲۰۱۱ | گوشت بد                   | رز پارکر       |         |
| ۲۰۱۳ | معما                      | هالی تلر       |         |
| ۲۰۱۴ | دان پیوت                  | ایو            |         |
| ۲۰۱۹ | پوست در بازی              | شارون          |         |

### تلویزیون
| سال       | عنوان                       | نقش                          | توضیحات                       |
| --------- | --------------------------- | ---------------------------- | ----------------------------- |
| ۱۹۹۸      | نامزدی من با دختر رئیس‌جمهور | هالی ریچموند                 | فیلم تلویزیونی                |
| ۲۰۰۰      | افسون‌شده                    | بروک                         | قسمت: «ساعت جادویی»           |
| ۲۰۰۰–۲۰۰۱ | همه فرزندان من              | سارا                         |                               |
| ۲۰۰۵      | ذهن‌های جنایتکار             | تریش داونپورت/ شریل داونپورت | قسمت: «آینه شکسته»            |
| ۲۰۰۶      | سی‌اس‌آی: میامی               | جیل جرارد                    | قسمت: «تاریک‌خانه»             |
| ۲۰۰۶–۲۰۰۷ | وان تری هال                 | شلی سایمون                   |                               |
| ۲۰۰۷      | پرونده سرد                  | جینی دیویس                   | قسمت: «پسر دیوانه»            |
| ۲۰۰۸      | بدون هیچ ردی                | ارین مک‌نیل/ ارین مک‌میلان     |                               |
| ۲۰۰۸–۲۰۰۹ | ۹۰۲۱۰                       | بلوند                        |                               |
| ۲۰۱۱–۲۰۱۵ | سی‌اس‌آی                      | مورگان برودی                 | نقش اصلی (فصل ۱۵–۱۲)؛ ۸۷ قسمت |